# International Superhits!
International Superhits! — сборник хитов Американской панк-рок-группы Green Day, вышедший 13 ноября 2001 года на Reprise Records. На компиляции собраны главные синглы группы, от Dookie (1994) — третьего альбома, до последнего на момент выхода, Warning (2000). На нём также присутствуют два трека, не выпущенные ранее — Maria и Poprocks and Coke. Также он содержит J.A.R. — сингл, выпущенный на саундтреке к фильму Ангус в 1995 году и не появляющийся на студийных альбомах Green Day.
Сборник был выпущен одновременно с DVD International Supervideos!, на котором были клипы к большинству песен на International Superhits!.
International Superhits! достиг 40 позиции в США и 15 позиции в Великобритании. На сентябрь 2010 года, было продано 1 896 000 копий в США, где он получил статус платинового, и более 3 млн по всему миру. Он продолжал быть популярным релизом, получавшим хорошие оценки от критиков.
Сборник был переиздан на виниле в США 11 августа 2009 года.

## Список композиций
Все тексты написаны Билли Джо Армстронгом, кроме отмеченных, вся музыка написана Green Day.
| №                   | Название                                                                                   | Длительность |
| ------------------- | ------------------------------------------------------------------------------------------ | ------------ |
| 1.                  | «Maria»                                                                                    | 2:47         |
| 2.                  | «Poprocks & Coke»                                                                          | 2:38         |
| 3.                  | «Longview» (с альбома Dookie, 1994)                                                        | 3:53         |
| 4.                  | «Welcome to Paradise» (с альбома Dookie, 1994)                                             | 3:44         |
| 5.                  | «Basket Case» (с альбома Dookie, 1994)                                                     | 3:01         |
| 6.                  | «When I Come Around» (с альбома Dookie, 1994)                                              | 2:58         |
| 7.                  | «She» (с альбома Dookie, 1994)                                                             | 2:14         |
| 8.                  | «J.A.R. (Jason Andrew Relva)» (написана Майком Дёрнтом; с саундтрека к фильму Ангус, 1995) | 2:51         |
| 9.                  | «Geek Stink Breath» (с альбома Insomniac, 1995)                                            | 2:15         |
| 10.                 | «Brain Stew» (с альбома Insomniac, 1995)                                                   | 3:13         |
| 11.                 | «Jaded» (с альбома Insomniac, 1995)                                                        | 1:30         |
| 12.                 | «Walking Contradiction» (с альбома Insomniac, 1995)                                        | 2:31         |
| 13.                 | «Stuck with Me» (с альбома Insomniac, 1995)                                                | 2:15         |
| 14.                 | «Hitchin' a Ride» (с альбома Nimrod, 1997)                                                 | 2:51         |
| 15.                 | «Good Riddance (Time of Your Life)» (с альбома Nimrod, 1997)                               | 2:33         |
| 16.                 | «Redundant» (с альбома Nimrod, 1997)                                                       | 3:18         |
| 17.                 | «Nice Guys Finish Last» (с альбома Nimrod, 1997)                                           | 2:49         |
| 18.                 | «Minority» (с альбома Warning, 2000)                                                       | 2:47         |
| 19.                 | «Warning» (с альбома Warning, 2000)                                                        | 3:41         |
| 20.                 | «Waiting» (с альбома Warning, 2000)                                                        | 3:11         |
| 21.                 | «Macy's Day Parade» (с альбома Warning, 2000)                                              | 3:33         |
| Общая длительность: | Общая длительность:                                                                        | 60:44        |

## International Supervideos!
International Supervideos! был выпущен 13 ноября 2001 года, одновременно с International Superhits!. Это коллекция всех видео группы с 1994 до 2001 года, кроме клипов к Welcome to Paradise, Maria и Poprocks and Coke. Видео к Macy’s Day Parade отсутствует, так как оно было выпущено через некоторое время после производства International Supervideos!.
| №  | Видео                               | Альбом    | Дата записи   | Режиссёр        |
| -- | ----------------------------------- | --------- | ------------- | --------------- |
| 1  | «Longview»                          | Dookie    | Январь 1994   | Марк Кор        |
| 2  | «Basket Case»                       | Dookie    | Апрель 1994   | Марк Кор        |
| 3  | «When I Come Around»                | Dookie    | Ноябрь 1994   | Марк Кор        |
| 4  | «Geek Stink Breath»                 | Insomniac | Сентябрь 1995 | Марк Кор        |
| 5  | «Stuck with Me»                     | Insomniac | Ноябрь 1995   | Марк Кор        |
| 6  | «Brain Stew/Jaded»                  | Insomniac | Декабрь 1995  | Кевин Керслэйк  |
| 7  | «Walking Contradiction»             | Insomniac | Апрель 1996   | Роман Каппола   |
| 8  | «Hitchin' a Ride»                   | Nimrod    | Август 1997   | Марк Кор        |
| 9  | «Good Riddance (Time of Your Life)» | Nimrod    | Ноябрь 1997   | Марк Кор        |
| 10 | «Redundant»                         | Nimrod    | Март 1998     | Марк Кор        |
| 11 | «Nice Guys Finish Last»             | Nimrod    | Ноябрь 1998   | Эван Бернард    |
| 12 | «Last Ride In»                      | Nimrod    | Сентябрь 1999 | Лэнс Бэнгс      |
| 13 | «Minority»                          | Warning   | Август 2000   | Эван Бернард    |
| 14 | «Warning»                           | Warning   | Ноябрь 2000   | Франсис Лоуренс |
| 15 | «Waiting»                           | Warning   | Май 2001      | Марк Вебб       |

## Участники записи
- Билли Джо Армстронг — главный вокал, гитара
- Майк Дёрнт — бас-гитара, бэк-вокал
- Тре Кул — барабаны